# Tasta epargyra
Tasta epargyra là một loài bướm đêm trong họ Geometridae.